# Mayumbella
Mayumbella is een geslacht van rechtvleugeligen uit de familie krekels (Gryllidae). De wetenschappelijke naam van dit geslacht is voor het eerst geldig gepubliceerd in 1987 door Otte.

## Soorten
Het geslacht Mayumbella omvat de volgende soorten:
- Mayumbella atriceps Chopard, 1934
- Mayumbella lucens Chopard, 1934
- Mayumbella luteipennis Chopard, 1934